# Voćarica
Voćarica falu Horvátországban, Sziszek-Monoszló megyében. Közigazgatásilag Novszkához tartozik.

## Fekvése
Sziszek városától légvonalban 55, közúton 72 km-re, községközpontjától 6 km-re délkeletre, az A3-as autópálya mentén, Paklenica és Jazavica között, a Voćarica-patak partján fekszik.

## Története
A török kiűzését követően a 18. század elején telepítették be. A falu 1773-ban az első katonai felmérés térképén „Dorf Vocharicza” néven szerepel. 1857-ben 173, 1910-ben 246 lakosa volt. Pozsega vármegye Novszkai járásához tartozott. 1918-ban az új szerb-horvát-szlovén állam, majd később Jugoszlávia része lett. A II. világháború idején a Független Horvát Állam része volt. A háború után enyhült a szegénység és sok ember talált munkát a közeli városokban. 1991-ben a délszláv háború előestéjén lakosságának 90%-a horvát, 8%-a szerb nemzetiségű volt. 1991. június 25-én a független Horvátország része lett. A településnek 2011-ben 199 lakosa volt.

## Népesség
| Lakosság változása | Lakosság változása | Lakosság változása | Lakosság változása | Lakosság változása | Lakosság változása | Lakosság változása | Lakosság változása | Lakosság változása | Lakosság változása | Lakosság változása | Lakosság változása | Lakosság változása | Lakosság változása | Lakosság változása | Lakosság változása |
| ------------------ | ------------------ | ------------------ | ------------------ | ------------------ | ------------------ | ------------------ | ------------------ | ------------------ | ------------------ | ------------------ | ------------------ | ------------------ | ------------------ | ------------------ | ------------------ |
| 1857               | 1869               | 1880               | 1890               | 1900               | 1910               | 1921               | 1931               | 1948               | 1953               | 1961               | 1971               | 1981               | 1991               | 2001               | 2011               |
| 173                | 150                | 169                | 206                | 203                | 246                | 221                | 266                | 167                | 191                | 217                | 234                | 256                | 269                | 207                | 199                |